# Steve Coogan
Stephen John "Steve" Coogan (Middleton, 14 oktober 1965) is een Engelse acteur, komiek, filmproducent en schrijver. Hij is bekend van onder andere zijn rol als Phileas Fogg in Around the World in 80 Days (2004). Hij speelde ook in films als Night at the Museum (2006), Night at the Museum 2: Battle of the Smithsonian (2009), Percy Jackson & the Olympians: The Lightning Thief (2010), The Other Guys (2010) en Marie Antoinette.
Coogan is hoofdzakelijk bekend als het typetje Alan Partridge, een radiopresentator uit East Anglia, die voortdurend ongepaste opmerkingen maakt en zijn uiterste best doet om grappig over te komen. Het personage Partridge presenteerde twee televisieseries, Welcome to the Places of My Life en Partrimilgrimage, en schreef tevens een boek, I, Partridge. In 2013 verscheen een film met Alan Partridge in de hoofdrol: Alan Partridge: Alpha Papa.

## Biografie
Coogan is een van de zeven kinderen van Kathleen Coogan en Anthony Coogan. Hij is rooms-katholiek en heeft vier broers en twee zussen.
Zijn eerste filmrol was in Resurrected uit 1989. Een van zijn broers, Brendan Coogan, was presentator van het programma Top Gear (1999–2001). Zijn broer Martin Coogan was de leadzanger van de band The Mock Turtles. Hij woont nu in Brighton.